# Михино (Кировская область)
Михино — деревня в составе Немского района Кировской области. 

## География
Находится на расстоянии примерно 8 километров по прямой на север-северо-восток от районного центра поселка Нема.

## История
Деревня известна с 1802 года, когда там было упомянуто 85 душ мужского пола. В 1873 году учтено дворов 63 и жителей 407, в 1905 72 и 425, в 1926 53 и 241, в 1950 79 и 246 соответственно, в 1989 76 жителей . До 2021 года входила в Немское городское поселение Немского района, ныне непосредственно в составе Немского района.

## Население
Постоянное население  составляло 28 человек (русские 100%) в 2002 году, 9 в 2010.